# Francis Pélissier

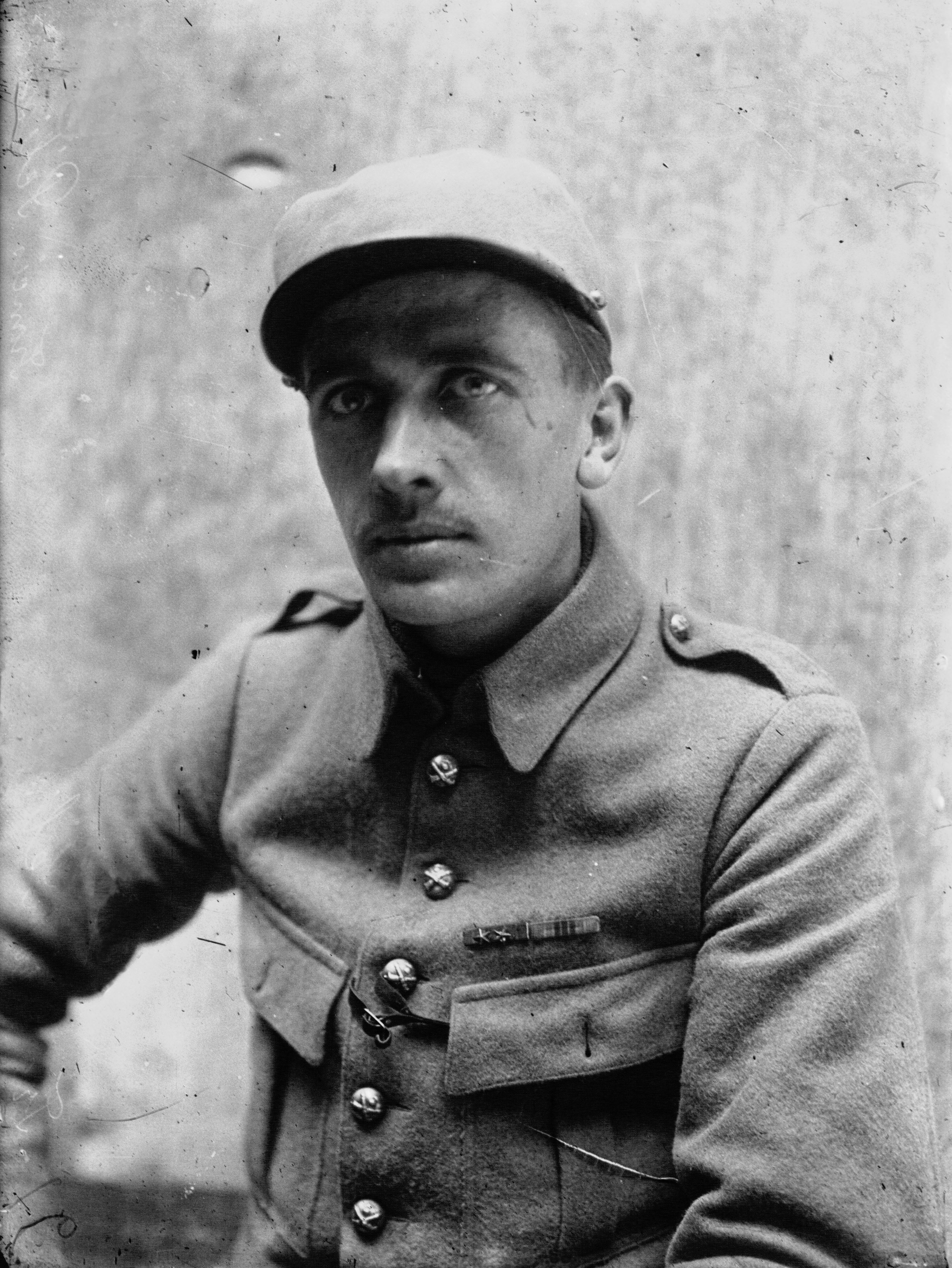
Francis Pélissier

Francis Pélissier (* 13. Juni 1894 in Paris; † 22. Februar 1959 in Mantes-la-Jolie) war ein französischer Radrennfahrer.
Francis Pélissier war Profi-Radrennfahrer von 1919 bis 1932. In dieser Zeit gewann er mehrere klassische Rennen: Bordeaux–Paris (1922 und 1924), den Grand Prix Wolber (1926), das Critérium des As (1926) sowie 1924 die erste Austragung der Baskenland-Rundfahrt. Dreimal wurde er zudem Französischer Straßenmeister (1921, 1922 und 1924) und entschied zwei Etappen der Tour de France für sich. 1924 stieg Pélissier, der wie sein Bruder Henri als stur und aufbrausend galt, unter Protest gegen das damals übliche Doping gemeinsam mit diesem aus der Tour aus. Besonderes Aufsehen erregte sein Sieg beim 342 Kilometer langen Paris–Tours im Jahre 1921, dem „schwersten Rennen aller Zeiten“: Wegen eines Schneeeinbruchs, starkem Regen und Wind kamen von 85 Startern nur acht Fahrer ins Ziel, der letzte 4 Stunden und 21 Minuten nach dem Sieger Pélissier, der sich in zwei dicke Capes gehüllt und 14 Stunden und 56 Minuten benötigt hatte.
1920 wurde er Sieger des Etappenrennens Tour du Sud-Est. 1926 siegte er im Critérium international de cyclo-cross. Francis Pélissier war der jüngere Bruder des Tour-de-France-Gewinners Henri Pélissier und der ältere Bruder des Rennfahrers Charles Pélissier, der ebenfalls mehrere Etappen der Tour gewinnen konnte; ein weiterer Bruder, Jean, fiel im Ersten Weltkrieg. Die Eltern besaßen eine Molkerei im 15. Arrondissement von Paris, genannt „Vacherie de l’Espérance“. Die drei Brüder galten als schillernde Figuren, die in Frankreich überaus populär waren.
Nach Beendigung seiner aktiven Laufbahn war Pélissier rund 30 Jahre lang als Sportlicher Leiter tätig und gilt als Entdecker von Jacques Anquetil.